# Brad Dexter
Brad Dexter (nn. 9 aprilie 1917, Goldfield⁠(d), Nevada, SUA – d. 12 decembrie 2002, Rancho Mirage⁠(d), California, SUA) a fost un actor american (din părinți sârbi).
Rolul care l-a consacrat a fost Harry Luck în westernul „The Magnificent Seven” (“Cei 7 magnifici”, SUA, 1960).

## Filme
- Taras Bulba (1962)

## Legături externe
- Brad Dexter la Internet Movie Database